# Ernst Haefliger
Ernst Haefliger (Davos, 6 luglio 1919 – Davos, 17 marzo 2007) è stato un tenore svizzero.
Allievo al Conservatorio di Zurigo, si è perfezionato a Vienna con Julius Patzak e a Ginevra con Fernando Carpi.
Fin dal suo esordio (nel 1942 a Zurigo, come Evangelista nella Passione secondo Giovanni di Bach) si è distinto per la precisione, l'eleganza e la raffinatezza del proprio stile vocale, nonostante un timbro di non ampia risonanza.
Buon interprete operistico (ha a lungo lavorato alla Deutsche Oper di Berlino), si è distinto soprattutto nel campo liederistico (eccellenti le sue interpretazioni schubertiane) e oratoriale, specie in Bach.